# Synapsis ilicifolia
Synapsis ilicifolia ist die einzige Art der Pflanzengattung Synapsis und ist in die nur vier Gattungen umfassende Familie Schlegeliaceae eingeordnet.

## Beschreibung
Synapsis ilicifolia ist ein aufrecht wachsender Baum mit gerundetem Stamm und ohne Behaarung. Die Blätter stehen gegenständig, sind stammbürtig und gestielt. Die Blattspreite ist eiförmig oder elliptisch, lederig, nach vorn zugespitzt und am Rand im vier bis sechs Stacheln besetzt, zwischen den Stacheln ist der Rand leicht geschwungen.
Die Blüten sind deutlich gestielt. Ihr Kelch ist fünfteilig, glockenförmig-becherförmig, die Lappen sind zu kurzen, lederigen Zähnen reduziert. Die Krone ist röhrenförmig, violett bis malvenfarben, die fünf Kronlappen sind in zwei Lippen angeordnet. Die einzelnen Lappen sind nahezu gleich groß, die Kronröhre ist gerade, langgestreckt und schmal und verbreitert sich in Richtung Kronsaum. Die vier Staubblätter stehen nicht über die Krone hinaus. Der Fruchtknoten ist eiförmig, die Narbe ist zweilappig.
Die Frucht ist eine Beere, die eine Vielzahl an eingedrückten Samen enthält.

## Vorkommen
Die Art ist im Osten Kubas endemisch verbreitet und kommt ausschließlich in der ehemaligen Provinz Oriente vor.

## Nachweise